# Timuçin Aşcıgil
Timuçin Aşcıgil (* 11. Januar 1986 in Izmir) ist ein türkischer Fußballspieler.

## Karriere
Aşcıgil kam in Izmirs Stadtteil Bornova auf die Welt und begann hier in der Jugendmannschaft von Karşıyaka SK mit dem Vereinsfußball.
2005 wechselte er mit einem Profivertrag ausgestattet zum Viertligisten Aliağa SK. Hier wurde er schnell Teil der 1. Mannschaft. Eine Saison später wechselte er wieder zurück zu Karşıyaka. Die erste Spielzeit wurde er für jeweils eine halbe Saison an Muğlaspor und Altınordu Izmir ausgeliehen. Ab Sommer 2007 spielte er für drei Spielzeiten für Karşıyaka. 
Ab Sommer 2010 spielte er für jeweils eine Spielzeit der Reihe nach bei Adana Demirspor, Akhisar Belediyespor und Altınordu Izmir.
Zur Rückrunde der Saison 2011/12 wurde sein Wechsel zum Istanbuler Zweitligisten Kartalspor bekanntgegeben. Nachdem dieser Verein zum Saisonende den Klassenerhalt in der TFF 1. Lig verfehlt hatte, wechselte Aşcıgil zum Drittligisten Alanyaspor. Bei diesem Verein etablierte er sich sofort als Stammspieler und Leistungsträger und trug dazu bei, dass der Verein die Drittligasaison 2013/14 als Play-off-Sieger beendete und nach 18 Jahren in die TFF 1. Lig zurückkehrte. Auch in dieser Liga bewahrte sich Aşcıgil seinen Stammplatz und erreichte mit seinem Team zwei Mal in Folge das Play-offs der Liga. Nachdem in den Play-offs der Saison 2014/15 seine Mannschaft im Halbfinale ausgeschieden war, erreichte sie in der Saison 2015/16 das Finale. Im Play-off-Finale setzte sich die Mannschaft gegen Adana Demirspor durch und stieg zum ersten Mal in seiner Historie in die Süper Lig auf. Obwohl Aşcıgil während dieser Zeit bis auf wenige Ausnahmen in nahezu allen Ligaspielen eingesetzt wurde, wurde er nach dem Erstligaaufstieg nicht mehr in den Kaderplanungen berücksichtigt. Ohne einen Pflichtspieleinsatz in der Saison 2016/17 absolviert zu haben, wechselte er im Januar 2017 zum Zweitligisten Adana Demirspor.

## Erfolge
Mit Alanyaspor
- Play-off-Sieger der TFF 2. Lig und Aufstieg in die TFF 1. Lig: 2013/14
- Play-off-Sieger der TFF 1. Lig und Aufstieg in die Süper Lig: 2015/16

Mit Afjet Afyonspor
- Play-off-Sieger der TFF 2. Lig und Aufstieg in die TFF 1. Lig: 2017/18